# CrossDOS
A CrossDOS egy fájlrendszer-kezelő szoftver (handler) FAT-formátumú médiák kezeléséhez Amigákon. Ez az 1990-es években egy általánosan alkalmazott módszer volt Amigák és más platformok közötti fájlcserére. A szoftver az AmigaOS 2.1 és későbbi változatainak a részét képezi.

## Működés
A CrossDOS alapvetően arra alkalmas, hogy az Amiga IBM-kompatibilis PC-n, illetve Atari ST-n formázott lemezekkel is tudjon dolgozni, azaz fájlműveleteket tudjon rajta végrehajtani. Ennélfogva nem alkalmas IBM PC-kompatibilis szoftverek futtatására.
A CrossDOS szoftveresen mind a duplasűrűségű (DD, 720 KB), mind pedig a nagysűrűségű (HD, 1.44 MB) floppy lemezeket támogatja az annak megfelelő kompatibilis meghajtókon. Az AmigaOS 2.1 verziótól az operációs rendszer részét képező fájlrendszer-kezelő nem támogatja a Microsoft Windows 95 által bevezetett hosszú fájlneveket, így csak a klasszikus 8+3=11 karakter használható.
A funkció gyárilag nincs aktiválva az AmigaOS-ben. Tartós használathoz a SYS:Storage/DOSDrivers fiókból (Drawer) át kell másolni a PC0, illetve PC1 ikonokat a DEVS:DOSDrivers fiókba. Újraindítás után a normál Amiga floppy meghajtóba helyezett MS-DOS formátumú lemezeket a PC0:, illetve PC1: meghajtónéven lehet elérni. Minden egyéb ugyanúgy működik, mint Amiga formátumú floppikkal, beleértve az automatikus lemezcsere felismerést is.
A klasszikus AmigaOS 2.04, 3.0, 3.1 verziókba integrált változatok nem képesek FAT-fájlrendszerű merevlemezek kezelésére, azonban a külön kiadott CrossDOS 6 Pro, illetve a CrossDOS 7 Gold, valamint a Hyperion Entertainment AmigaOS 3.1.4 és 3.2.x verzióihoz továbbfejlesztett változat igen. A Consultron legutolsó, CrossDOS 7.04 változata már támogatta a hosszú fájlneveket és a ZIP drive-okat is, a FAT32 fájlrendszert azonban nem.

## Történet
A CrossDOS-t eredetileg önálló kereskedelmi termékként fejlesztette ki az amerikai Consultron Workbench 1.2, illetve 1.3 alá 1989-ben. 1992-ben a Commodore megegyezett a fejlesztővel és az akkor frissen kiadott AmigaOS 2.1 (és minden későbbi változat) részévé tette a programot. A CrossDOS az akkori Workbenchek sokkal kisebb tudású eszközét (Tool) váltotta le, mely nem volt komplett fájlrendszer-kezelő, csak egy felhasználói program, csak a másodlagos floppy meghajtóról (DF1:) tudott FAT-formátumú lemezeket olvasni és írni.
A Hyperion Entertainment a saját AmigaOS változataiban továbbfejlesztette a CrossDOS-t, így már az AmigaOS 3.1.4 verzióban képessé vált mind a FAT32 fájlrendszer, mind pedig a hosszú fájlnevek kezelésére.

## Verziótörténet
Néhány fontosabb önálló verzió adatai:
| Főverzió | Alverzió | Kiadás dátuma | Rendszerigény | Ár     | Főbb újdonságok                                               |
| -------- | -------- | ------------- | ------------- | ------ | ------------------------------------------------------------- |
| 4        | 4.00a    | 1990          | AmigaOS 1.2+  |        | Nemzetközi karakterek támogatása                              |
| 5        | 5.06     | 1993-06-11    | AmigaOS 2.0+  |        | CrossPC PC-XT emulátor (CGA grafika)                          |
| 6        | 6.0      | 1995-02-23    | AmigaOS 2.0+  | $40-60 | Gyorsabb lemezkezelés, CrossPC kivezetésre került             |
| 6        | 6.06     | 1996-08-15    | AmigaOS 2.0+  |        |                                                               |
| 7        | 7.01     | 1998-01-07    | AmigaOS 2.0+  |        | Windows 9x hosszúfájlnév kezelés; SyQuest támogatás           |
| 7        | 7.04     | 1998-06-03    | AmigaOS 2.0+  | DM90   | Windows 9x hosszúfájlnév kezelés; ZIP, Jaz, SyQuest támogatás |

## Szabad alternatíva
A CrossDOS kódjának zártságát, illetve funkcióbeli hiányosságait (pl. FAT32 támogatás hiánya) kiküszöbölendő Torsten Jager saját FAT fájlrendszer-kezelőt (handler) készített FAT95 néven. A 2013. március 1-jén kiadott, majd másnap az Amineten publikált 3.18 változat a legfrissebb és a következő főbb jellemzői vannak:
- lemezcsere automatikus érzékelése
- FAT12, FAT16 és FAT32 írása/olvasása
- FAT16 esetén maximum 4 GiB lemezpartíció támogatása
- Nagykapacitású lemezek támogatása TD64 és direct SCSI révén
- Hosszúfájlnevek támogatása 104 karakterig
- beépített hibajavító rutin
- dátum-intervallum: 1980.01.01 - 2107.12.31
- Név nélküli kötetek esetén gyári szám alkalmazása
- Teljesen assembly-ben írt kód[14]

A szoftver LGPL licenc alá esik.